# Astrolabe Needle
Die Astrolabe Needle (französisch Aiguille de l’Astrolabe ‚Astrolabenadel‘, in Argentinien Monolito Aguja del Astrolabio) ist ein markanter monolithischer Rifffelsen vor der Westküste der Antarktischen Halbinsel. Im Palmer-Archipel ragt sie 50 m hoch aus dem Meer südlich des Claude Point auf der Brabant-Insel auf und gehört zum Areal Nr. 153 der besonders geschützten Gebiete der Antarktis.
Entdeckt wurde die Felsinsel bei der Vierten Französischen Antarktisexpedition (1903–1905) unter der Leitung des französischen Polarforschers Jean-Baptiste Charcot. Charcot benannte sie nach der Astrolabe, einem der beiden Schiffe des Polarforschers Jules Dumont d’Urville bei der Dritten Französischen Antarktisexpedition (1837–1840). Das UK Antarctic Place-Names Committee überführte am 22. Januar 1951 die französische Benennung ins Englische.